# Utopia (piroscafo)
L'SS Utopia è stato un piroscafo britannico costruito nel 1874 dai cantieri Robert Duncan & Co di Glasgow.
Il 17 marzo 1891 affondò in meno di trenta minuti nella baia di Gibilterra in seguito ad una collisione con corazzata da guerra HMS Anson della Royal Navy. Nel naufragio perirono o risultarono dispersi quasi 600 degli oltre 880 passeggeri imbarcati, principalmente emigranti italiani diretti negli Stati Uniti d'America, oltre ai membri dell'equipaggio e due soccorritori della HMS Immortalité.
Assieme all'affondamento dei piroscafi Sirio e Principessa Mafalda fu una delle più gravi sciagure navali della storia dell'emigrazione italiana.

## Storia
La Utopia venne costruita nei cantieri navali Robert Duncan di Glasgow come piroscafo per le traversate transatlantiche. Progettata inizialmente per trasportare 120 passeggeri di prima classe, 60 di seconda e 600 di terza. Fu varata il 14 febbraio 1874, venne messa in servizio il 23 maggio successivo con un viaggio inaugurale verso New York. Inizialmente destinata alla rotta Glasgow-New York, dopo dodici viaggi venne assegnata alla rotta Glasgow-Bombay. In seguito all'ammodernamento del 1890 gli spazi passeggeri furono riformulati tanto che la prima classe fu ridotta a 45 cabine, eliminata del tutto la seconda e la terza classe ampliata per contenere 900 passeggeri. Semplicisticamente si afferma che Utopia fosse "gemella" dei piroscafi Alsatia ed Elysia ma, in realtà, Elysia fu varata nel 1873 e Alsatia nel 1876 e di simile, le tre imbarcazioni, avevano solo la struttura, tecnologicamente comparabile, nonché la dimensione complessiva. Tuttavia a costruire Elysia furono le maestranze di Elder&Co., Fairfield, di Glasgow e non i cantieri Duncan. Elysia, inoltre, era dotata di 528 cabine di prua, riservate ai viaggiatori di prima classe, e 12 cabine di poppa per i viaggiatori di prima classe. L'Alsatia contava 538 cabine di seconda e 156 cabine di prima classe.
Nel 1876 la società armatrice destinò la Utopia alla rotta transatlantica Londra-New York. Sei anni più tardi venne trasferita nel mar Mediterraneo visto l'esplosione della migrazione italiana verso il continente americano. Per capitalizzare al massimo i profitti, i posti in prima classe vennero ridotti, la seconda classe fu abolita, tutto a beneficio della capienza della terza classe, l'unica che la maggior parte degli emigranti italiani potevano permettersi. Nel 1890 vennero sostituiti i motori passando da un motore a doppia espansione a uno a triplice espansione, innovazione tecnologica importante.

## Il naufragio
Il 25 febbraio 1891 la Utopia salpò dal porto austroungarico di Trieste alla volta di New York con scalo a Palermo, Napoli e, pur non previsto, anche a Gibilterra. Complessivamente nei vari porti italiani toccati dal piroscafo furono imbarcate ufficialmente 880 persone (59 delle quali erano componenti dell'equipaggio) a cui dovevano sommarsi un numero imprecisato di clandestini. La maggior parte dei passeggeri erano emigranti provenienti dalle regioni del Mezzogiorno d'Italia; solo nello scalo al porto di Napoli infatti s'erano imbarcati in ben 727 tra donne, bambini e uomini. A conferma della composizione sociale dei viaggiatori, in maggioranza assoluta migranti poveri, vi è il dato che solo 3 erano imbarcati in prima classe e oltre 800 in terza classe. 

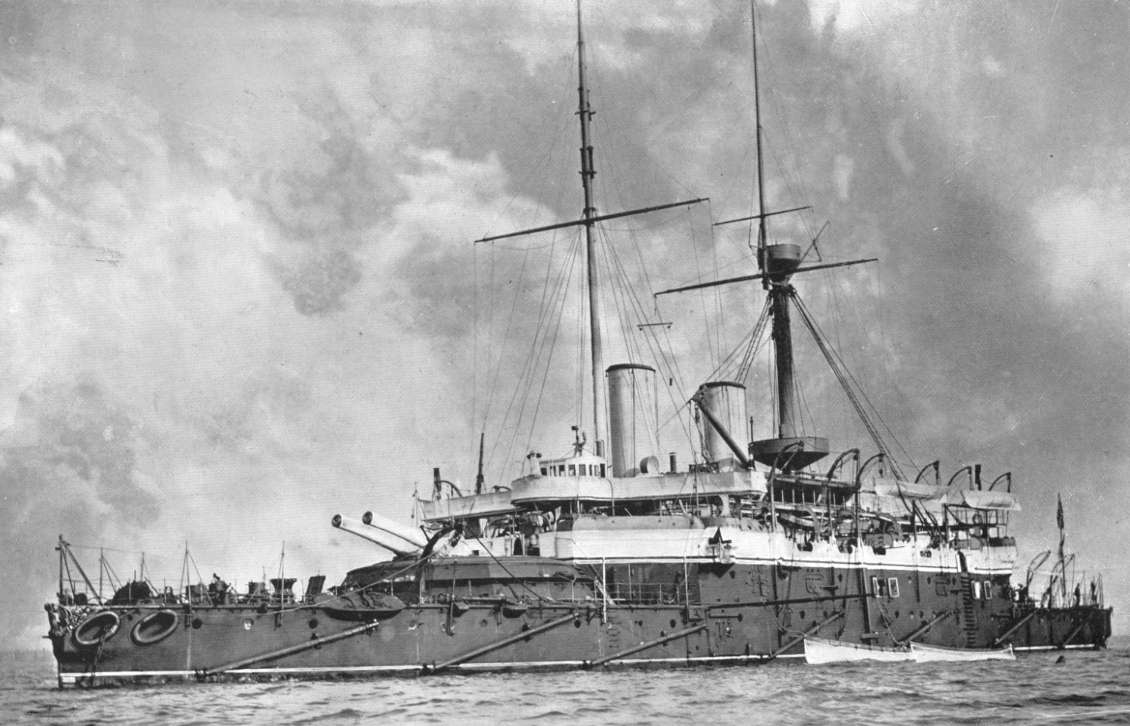
La nave da battaglia HMS Anson.

Nel tardo pomeriggio del 17 marzo il piroscafo entrò nel porto di Gibilterra. In quel momento il capitano del piroscafo Utopia John McKeague si rese conto che la banchina dov'era solito ormeggiare era occupata dalle navi da battaglia HMS Anson e HMS Rodney, specificatamente la corazzata Anson appariva ancorata all'ingresso del porto, nel lato opposto al faro. Nonostante le condizioni atmosferiche difficili ed il buio, l'ufficiale fece avvicinare ugualmente a velocità ridotta la sua nave al molo per cercare riparo dal mare in burrasca. Nel compiere questa azzardata manovra l'ufficiale sottovalutò sia la distanza della sua nave dalla Anson, la cui prua era dotata di un rostro lungo sei metri, sia della forza della tempesta. Così, mentre McKeague continuava la sua rischiosa manovra, la Utopia venne improvvisamente sospinta contro la prua della nave da battaglia. L'impatto contro il rostro causò immediatamente un grande squarcio lungo la parte posteriore della fiancata del piroscafo. Anche dalle testimonianze processuali risulta che tra i motivi che indussero il capitano del piroscafo a valutare in maniera errata gli spazi di manovra furono i fasci luminosi delle luci elettriche provenienti dalle corazzate da guerra della Royal Navy ancorate nella baia del porto inglese; in quel frangente della manovra di ingresso al porto le luci contribuirono a determinare l'errore di valutazione degli spazi da parte di McKeague. Appena dopo l'urto si pensò che il piroscafo potesse essersi incagliato con l'elica nelle catene di ancoraggio della corazzata inglese, ma dopo pochissimi minuti, quando Utopia iniziò a inabissarsi a poppa, fu presto chiaro che la dinamica era stata diversa e ben più grave.

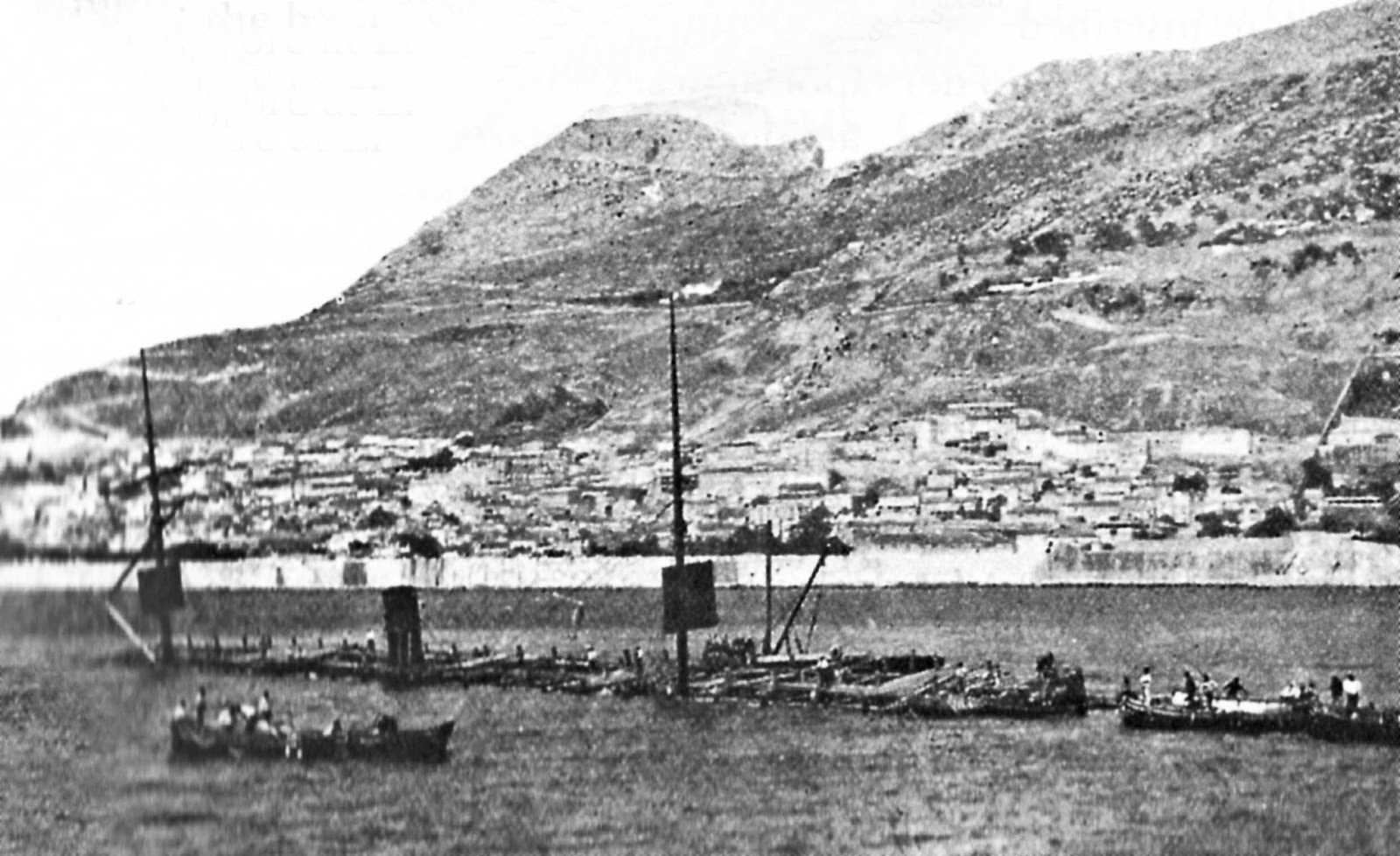
Il relitto della Utopia che affiora dalle acque del porto di Gibilterra.

McKeague, accortosi di quanto avvenuto, diede l'allarme e decise quindi di far arenare la Utopia retrocedendo e disincagliandola dalla Anson. I piani del capitano andarono ben presto a monte perché i fuochisti avevano nel frattempo spento i motori per evitare un'esplosione. A seguito poi del disincaglio, l'acqua aveva invaso rapidamente le stive della Utopia che aveva iniziato rapidamente ad inclinarsi e ad inabissarsi. Le operazioni di abbandono nave risultarono vanificate per la vertiginosa inclinazione assunta dal piroscafo che rendeva impossibile la calata delle scialuppe. Così, per evitare di affogare i naufraghi, si aggrapparono alla dritta del piroscafo, mentre sottocoperta centinaia di passeggeri rimasti bloccati morivano affogati.
L'allarme lanciato dalla Utopia venne subito raccolto dalle navi vicine, come l'HMS Immortalité o la corvetta svedese Freja. Vennero così inviate delle scialuppe con a bordo squadre di soccorritori. Contemporaneamente la Utopia venne illuminata dai fari delle altre imbarcazioni per facilitare le operazioni di salvataggio rese estremamente difficili dalle cattive condizioni meteorologiche. Dopo soli venti minuti dall'impatto, il piroscafo affondò ad una profondità di 17 metri. Parte dei naufraghi, nel frattempo arrampicatisi ed aggrappatisi sugli alberi che affioravano dall'acqua, riuscirono a salvarsi, anche grazie all'opera dei marinai della squadra inglese ancorata in quelle acque. Altri invece, trasportati dalle onde, finirono sfracellati contro gli scogli. Due marinai della Immortalité, James Croton e George Hales, annegarono mentre soccorrevano i naufraghi.
Al termine delle operazioni di salvataggio si contarono 318 superstiti. Le vittime, il cui conteggio ufficiale fu reso impossibile dalla presenza a bordo di numerosi clandestini, fu superiore alle 560 unità. Nei giorni seguenti al naufragio i palombari della marina britannica si calarono nel relitto dove constatarono la presenza di centinaia di corpi.

### Risvolti processuali
McKeague venne arrestato il giorno seguente il naufragio e rilasciato dietro una cauzione di 480 £. La corte, presieduta da Charles Cavendish Boyle, Capitano del porto di Gibilterra, il 24 marzo successivo giudicò colpevole il capitano dell'Utopia per una serie di gravi errori tra cui la mancata valutazione sulla presenza di altre imbarcazioni nella rada e la manovra di disincaglio dalla Anson. La Anchor Line venne poi costretta dalle autorità britanniche ad illuminare il relitto onde evitare collisioni con le imbarcazioni. Il processo civile si trascinò per molti anni, prima a causa del rifiuto da parte della proprietà della Anchor Line di riconoscere la legittimità del Tribunale di Napoli quale sede per lo svolgimento del processo e poi, dopo tre gradi di giudizio, servirono ulteriori anni per il riconoscimento dei risarcimenti a favore delle vittime (sopravvissuti al naufragio e parenti delle vittime).

## Monumenti e omaggi

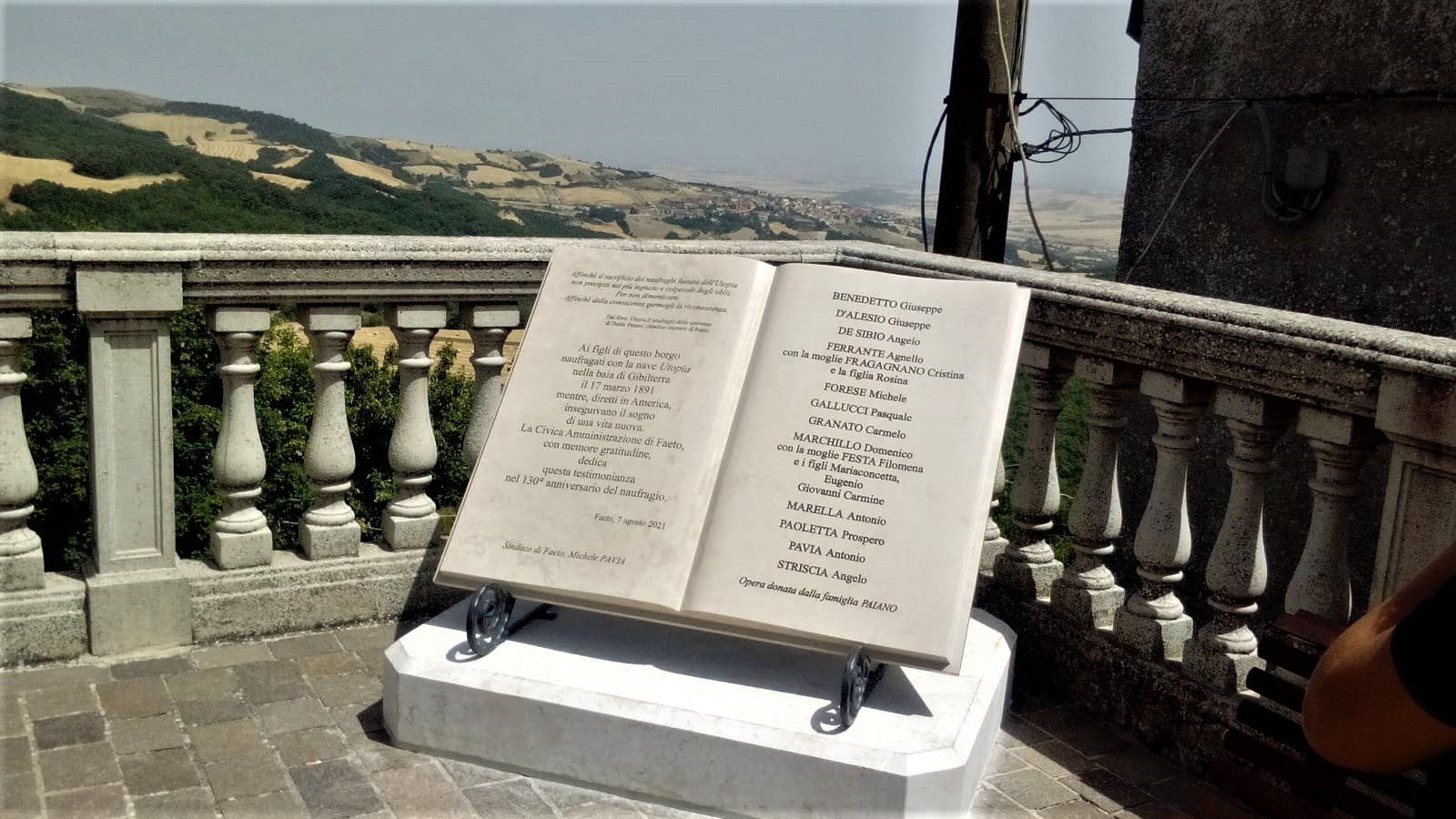
Monumento a Faeto (Foggia).

Nelle settimane seguenti il mare restituì lungo le coste di Gibilterra, del sud della Spagna e di Ceuta i resti delle vittime del naufragio. Ventisei di loro vennero inumate in un mausoleo nel cimitero di La Línea de la Concepción. La mancanza di spazio nel cimitero di Gibilterra fece sì che i cadaveri non sepolti nella fossa comune venissero seppelliti nel mare. Il 20 marzo 1893 venne scoperta una lapide donata dal re Umberto I in ricordo dei due marinai britannici periti nelle operazioni di soccorso.
A Gibilterra, venne costruito un monumento funebre che ricorda le vittime del naufragio e dove furono sepolti 136 corpi, i primi ad essere recuperati e gli unici ad avere una sepoltura in terra; tutti gli altri corpi furono restituiti al mare.
Nel 2013 il comune abruzzese di Fraine, da cui provenivano una quindicina di vittime del naufragio, ha realizzato un monumento a ricordo della tragedia della Utopia.
Nel 2021 il comune pugliese di Faeto (FG), dal quale provenivano diciannove vittime del naufragio, ha realizzato un monumento a ricordo delle vittime del naufragio.
Nel 2021 il comune pugliese di Roseto Valfortore  (FG), da dove provenivano otto vittime del naufragio, ha realizzato un monumento a ricordo delle vittime del naufragio.
Nel 2022 il comune abruzzese di Cupello (CH), da dove partirono quattro migranti, ha realizzato un monumento a ricordo delle vittime del naufragio.
Nel 2022 il comune molisano di Pietrabbondante (IS), da dove partirono tre migranti, ha realizzato un monumento a ricordo delle vittime del naufragio.
Il 10 agosto del 2024 il Comune campano di Buonabitacolo (SA), da dove partirono e perirono 6 emigranti (tra i quali tre bambini), ha realizzato una epigrafe marmorea commemorativa all'ingresso del cimitero del paese. Alla cerimonia hanno partecipato i Sindaci del Comune campano e del Comune spagnolo de La Linea de la Concepcion.
Il 26 luglio 2025, il Comune di Ricigliano in provincia di Salerno, su iniziativa della Pro Loco, ha inaugurato un monumento dedicato alle 34 vittime  originarie del piccolo paese campano, con i loro nomi incisi, per commemorarne la memoria e il legame con la comunità.

## La fine
Il relitto dell'Utopia venne recuperato nel luglio 1891, trasferito sulle rive del fiume Clyde in Scozia e qui smantellato nel 1900.